# Dragon Ball: Doragon daihikyō
 (octobre 2019).
Si vous disposez d'ouvrages ou d'articles de référence ou si vous connaissez des sites web de qualité traitant du thème abordé ici, merci de compléter l'article en donnant les références utiles à sa vérifiabilité et en les liant à la section « Notes et références ».
Dragon Ball: Doragon daihikyō (ドラゴンボール ドラゴン大秘境, Doragon bōru: Doragon daihikyō, littéralement « Dragon Ball : La grande exploration du dragon ») est le premier jeu vidéo adapté du manga Dragon Ball développé par Epoch et sorti uniquement au Japon en septembre 1986 sur Epoch Cassette Vision.
C’est le seul jeu vidéo Dragon Ball qui n’a pas été produit ou sorti par Bandai ou Namco Bandai Games.

## Système de jeu
Le jeu est un shoot them up qui permet au joueur de prendre le rôle de Son Goku se déplaçant sur Kinto-un afin de collecter toutes les Dragon Balls. Goku peut tirer des Kamé Hamé Ha ou frapper avec son Nyoï Bo pour tuer les ennemis ou détruire les objets face à lui. De la nourriture apparait après avoir éliminé un ennemi. Si Goku se met à avoir faim, sa puissance d’attaque diminue et son Nyoï Bo se raccourcit.